# Châtenay-en-France
Châtenay-en-France ist eine französische Gemeinde mit 73 Einwohnern (Stand: 1. Januar 2022) im Département Val-d’Oise in der Region Île-de-France; sie gehört zum Arrondissement Sarcelles und zum Kanton Fosses (bis 2015: Kanton Luzarches). Die Einwohner werden Francs-Chatenaisiens genannt.

## Geographie
Châtenay-en-France liegt etwa 24 Kilometer nordnordöstlich von Paris. Umgeben wird Châtenay-en-France von den Nachbargemeinden Jagny-sous-Bois im Norden und Nordwesten, Bellefontaine im Norden, Puiseux-en-France im Osten sowie Fontenay-en-Parisis im Süden und Westen.

## Bevölkerungsentwicklung
| Jahr                      | 1962 | 1968 | 1975 | 1982 | 1990 | 1999 | 2006 | 2013 |
| Einwohner                 | 69   | 53   | 69   | 75   | 60   | 61   | 64   | 75   |
| Quelle: Cassini und INSEE |      |      |      |      |      |      |      |      |

## Sehenswürdigkeiten
- Kirche Saint-Martin, 1784 bis 1786 erbaut, seit 1990 Monument historique
- Schloss Châtenay, 1880 erbaut, mit der früheren Orangerie

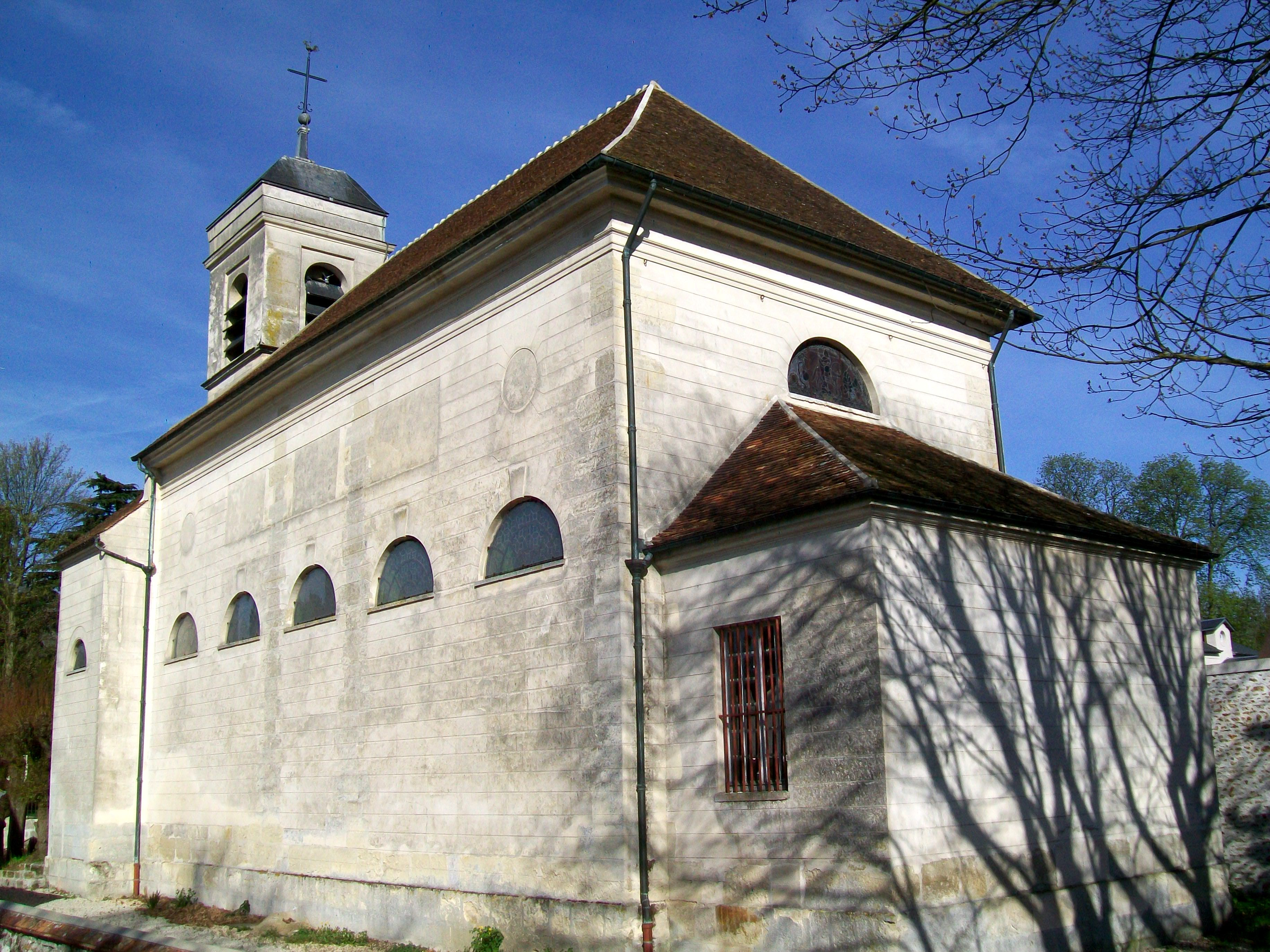
Kirche Saint-Martin
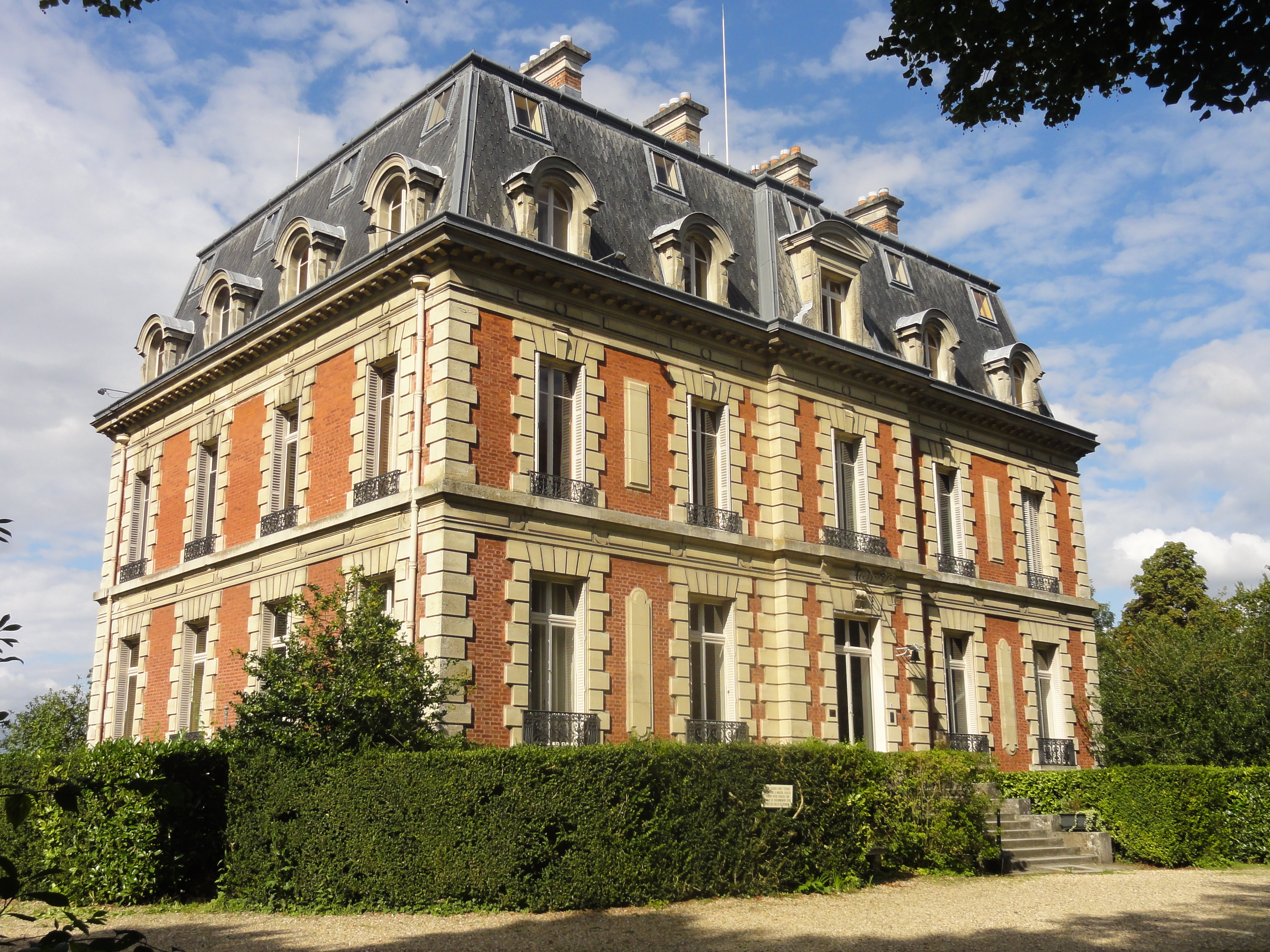
Schloss Châtenay
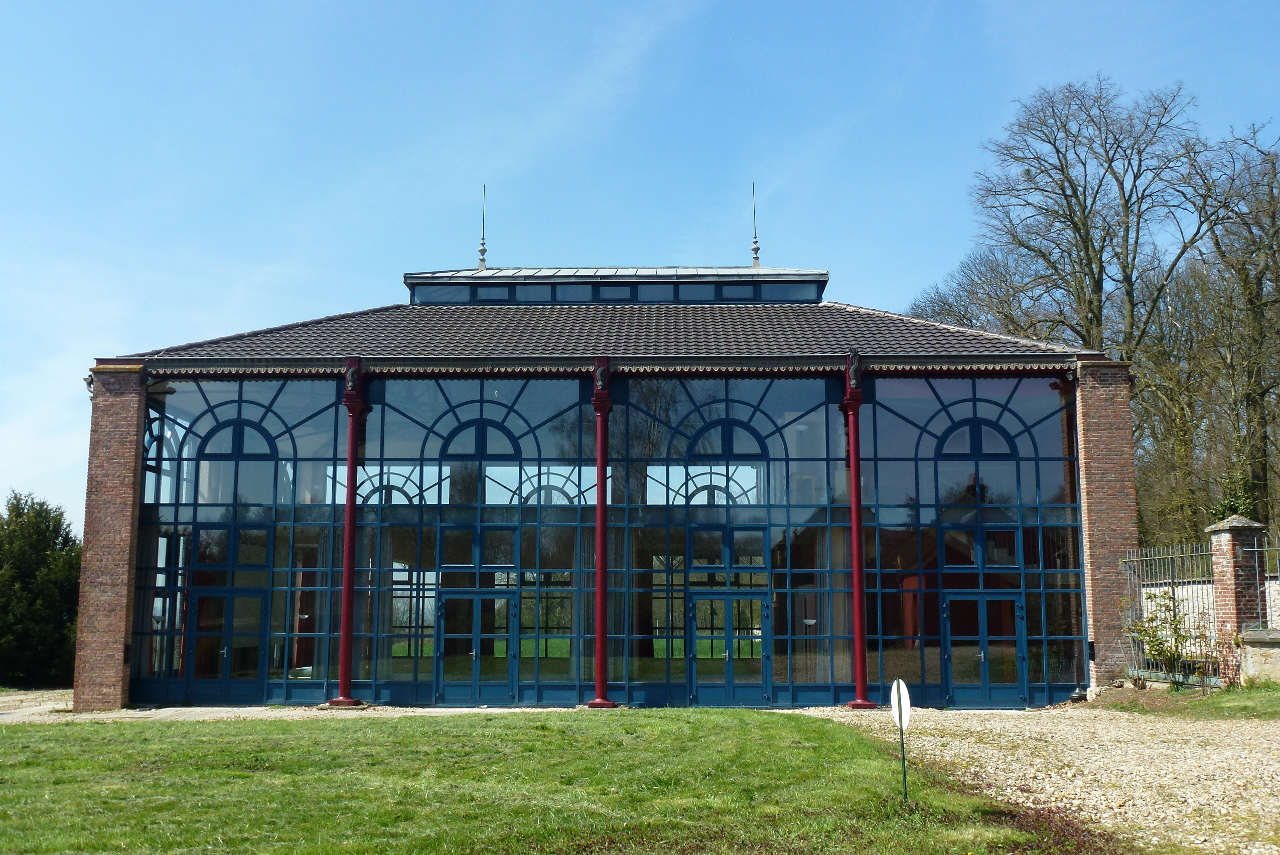
Orangerie